# Øje
 "Øjet" omdirigeres hertil. For andre betydninger af Øjet, se Øjet (novellesamling).
Øjet er kroppens lyssensor overfor den ydre verden. Det er en biologisk indretning, som opfanger og projicerer lys via en linse på stave og tappe i nethinden, som omsætter signalerne til impulser i synsnerverne. Øjet beskyttes af øjenbrynet, øjenlågene og øjenvipperne og forsynes med væske fra tårekirtlen. Iris kan bl.a. have farverne brun, blå, grøn og grå-blå.
Nobelprisen i fysiologi eller medicin for 1967 blev givet til tre forskere, der har studeret øjets primære fysiologiske og kemiske processer: Haldan Keffer Hartline, George Wald og Ragnar Granit.

## Øjets anatomi
- Pupila: Pupillen er den åbning lyset slippes ind i øjet gennem.
- Iris: Regnbuehinden er den farvede hinde rundt om pupillen.
- Cornea: Hornhinden er den yderste membran, der holder øjevæsken inde.
- Lens crystallina: Linsen, Lens er den linse hvor lyset, der kommer ind i øjet, afbøjes og samles, så det rammer nethinden rigtigt.
- Retina: Nethinden er den hinde på indersiden af øjet, hvor de lysfølsomme sanseceller stavene og tappene sidder.
- Macula lutea: Den gule plet er et område af nethinden der indeholder specielt mange tapceller og som derfor er særligt godt til at se farver.
- Vasa sanguinea: er de blodårer, der forsyner cellerne på nethinden med blod.

Genet for brune øjne er dominerende, så hvis en brunøjet og en blåøjet får børn, så vil de højest sandsynligt få børn med brune øjne. Sandsynligheden for at få blå/grønne øjne vil være 1 ud af 4.
Farvesyn er tilknyttet tapcellerne og opfattelse af lys er tilknyttet stavcellerne. Påvirkning af opsiner i membranen genererer et aktionspotentiale, der fortsætter til synsnerven. Synsnerverne videresender informationer om lyset til hjernens occipitallapper, som fortolker disse og skaber et billede.
Lyset rammer først hornhinden, fortsætter gennem pupillen (der faktisk bare er hullet i iris), afbøjes af linsen og projiceres gennem glaslegemet på nethinden. Bagest i øjet hvor nerveenderne samles findes den blinde plet. Her er der ingen stav eller tapceller. Og lidt ved siden af den er den gule plet der indeholder særligt mange tapceller.
Stavceller registrerer lys, men ikke farve. Tapcellerne registrerer farve, men de kræver, at der er ret meget lys før de virker. Tapcellerne er meget udbredte i fovea centralis, på øjets bagvæg, især i den centrale del – den såkaldte Gule plet – her er vores detalje- og farvesyn bedst. Når vi fokuserer på noget, så rammer billedet lige på den gule plet. Dette kan dog give problemer, da tapcellerne kræver meget lys for at virke. Man kan opleve det sjove fænomen, at når man ser på stjerner om natten og fokuserer på én bestemt, så forsvinder den. Dette skyldes, at den så danner et billede midt i den gule plet, men den er ikke lysstærk nok til at aktivere tapcellerne – og dermed kan vi ikke se den. Når vi derimod vender blikket væk igen, så rammer billedet af stjernen de dele af nethinden, hvor der er mange stavceller, og da de er gode til at opfange meget lidt lys, så kan vi nu se den igen.

## Entoptiske fænomener
Under visse forhold er man i stand til frit foran sig at se genstande, som ligger i ens øje, og sådanne fænomener benævnes entoptiske. Betingelsen for at se sådanne genstande er, at de kan kaste en skygge på den del af nethinden, hvor synsbilledet dannes (stav- og taplaget). Som regel vil de dog ikke kunne ses, når der ikke er særlige forhold til stede. Betragter man f.eks. et lille, stærkt lysende punkt tæt foran øjet, vil man se talrige entoptiske fænomener. Det lysende punkt ses nemlig ikke ensformig oplyst, men man vil se talrige mere eller mindre uregelmæssige figurer dels dannede af tårer og slim, der glider hen over hornhinden, dels fremkaldte af uregelmæssigheder i hornhindens epitel.
En mængde migurer skyldes desuden uregelmæssigheder og uklarheder i linsen og glaslegemet. Disse sidste er ofte meget bevægelige (mouches volantes, myodesopsi), og da de ses forstørrede og ofte til siden for synslinjen, forekommer det iagttageren, at han ser en flue el. lign. Retter han synslinjen efter denne "flue", flygter den naturligvis for ham, for så vidt uklarheden i øjet bevarer sin plads i forhold til synslinjen. Ofte er disse mouches volantes meget generende, og har man først en gang fået øje på dem, ses de let, især når man betragter en ensformig lys flade, f.eks. en hvidlig overtrukken himmel. Uklarhederne i øjet kan undertiden påvises ved øjespejl eller efter døden ved mikroskop, men ofte kan de ikke findes. Efter størrelsen og bevægelsen af de entoptiske fænomener, når synspunktet bevæges, kan man til dels slutte sig til deres sæde.
Et af de interessanteste entoptiske fænomener beror på, at blodkarrene i nethinden ligger foran det perciperende lag af nethinden, hvorved de kan kaste skygge på dette, og man vil derfor kunne komme til at se sine egne nethindekar ell. rettere skyggen af dem. Dette opnås let enten ved med en lup at koncentrere stærkt lys på øjets senehinde, efter at øjet er drejet stærkt indad, og rask bevæge det lille lyspunkt frem og tilbage på senehinden, eller simplere ved i et mørkt værelse at bevæge et almindeligt lys frem og tilbage i højde med øjet, idet man afvekslende strækker armen med lyset og fører det hen ved siden af øjet. Stirrer man ud i luften, vil man snart få et meget smukt fritsvævende billede af de mørkeblå methindekar, nærmest lignende en vinranke, på en lidt lysere bund. De entoptiske fænomener kan fremkaldes i ethvert normalt øje, men i visse sygdomstilfælde optræder de i stor mængde, samtidig med, at uklarhederne tydelig kan ses med øjespejlet.

## Øjet som et kamera
Der er for få eller ingen kildehenvisninger i dette afsnit, hvilket er et problem. Du kan hjælpe ved at angive troværdige kilder til de påstande, som fremføres.

Vi opfatter vores omverden som en meget højtopløselig "film", og i lang tid har man troet at øjet virkede som et fjernsysnkamera der konstant sendte en højopløselig film gennem synsnerven op til hjernen. VI ser faktisk ting på hovedet, men vi har lært at forstå det rigtigt.
Nyere forskning viser imidlertid at øjet sender ca. 12 meget lavtopløselige "film" videre til hjernen. Øjets retina indeholder 12 forskellige adskilte lag af ganglionceller (nerveceller) som får informationer fra de lysfølsomme celler. Disse 12 forskellige samlinger af ganglionceller spænder hver især over hele øjets sysnfelt, men de producerer 12 forskellige film som sendes til hjernen ad 12 forskellige kanaler i synsnerven. Lagene kan kommunikere med hinanden, foretage databehandling og uddrage de sparsomme oplysninger, som sendes til hjernen.
Hjernen fortolker disse informationer, og sandsynligvis sammenkæder dem med billeder fra hukommelsen, og således skaber den synlige omverden, som vi kender den. Det vi "ser" er i virkeligheden hallucinationer, da det meste er noget hjernen gætter sig til ud fra de meget sparsomme oplysninger den får tilsendt.
De 12 film indeholder hver især forskellige egenskaber ved synsfeltet. En film har f.eks. kun informationer om bevægende kanter, en anden viser store ensartede flader, en tredje fortæller om stimulus der starter eller stopper osv.